# Contrapunto (programa de televisión)
Contrapunto fue un programa periodístico peruano de investigación transmitido por Frecuencia Latina entre 1989 y 2002. Ganó notoriedad por transmitir en televisión algunos actos de corrupción del Gobierno de Alberto Fujimori y de su asesor Vladimiro Montesinos.

## Historia

### Primeros años (1989-1995)
Contrapunto nació en abril de 1989 bajo la dirección del también director general de noticias de Frecuencia 2 (hoy Latina Televisión), Ricardo Müller Montani y con la conducción de María Teresa Braschi. Siendo el primer programa dominical informativo de investigación y análisis de la televisión peruana que se emitió en horario matutino. El primer director falleció el 19 de julio de 1994, mientras que la conductora Braschi permaneció hasta 1995.

### Contrapuntoen su apogeo (1995-1997)
La segunda etapa comenzó en ese año bajo la dirección del hasta entonces reportero del programa, Luis Iberico y la conducción de Gonzalo Quijandría. En esta nueva etapa, se comenzó a denunciar al Gobierno de Alberto Fujimori y a su asesor Vladimiro Montesinos. Se destaparon muchos secretos oscuros del régimen y la maquinaria que manejaban. También se denunciaron los casos del asesinato de Mariella Barreto y las torturas a Leonor La Rosa. Debido a estos hechos, el propietario de Frecuencia Latina, Baruch Ivcher, perdió de manera ilegal su nacionalidad peruana. La administración del canal pasó a manos de los hermanos Mendel y Samuel Winter, accionistas minoritarios. Como consecuencia, gran parte del equipo de este programa, como el director, el conductor y el equipo de prensa del canal renunciaron.

### Contrapuntode los Winter (1997-2000)
La tercera etapa comenzó bajo la conducción de Zenaida Solís y Lilian Zapata y la dirección de Elmer Olórtegui. En esta etapa comienza a ser todo lo contrario que la segunda. Como el canal estaba vendido al régimen, los reportajes eran a favor de Fujimori, que en ese entonces preparaba su rerreelección presidencial en 2000. Menospreciaban a los candidatos opositores como Alejandro Toledo, Alberto Andrade, entre otros. Entre 1999 y 2000, alternaban en la conducción Raúl Paredes, Rubén García, Martha Sofía Salazar y María Teresa Braschi. El programa perdió credibilidad. Ya en diciembre de 2000, con Fujimori destituido y el retorno de Ivcher a Frecuencia Latina, el programa y todo el equipo periodístico quedaron suspendidos.

### Últimos años (2001-2002)
La cuarta y última etapa comenzó en enero de 2001, con un equipo totalmente renovado con la dirección de Iván García y la conducción de Luis Iberico, quien luego fue reemplazado por Claudia Cisneros y más adelante por Jaime Chincha.
Tras algunos meses de reestructuración, el espacio se relanzó en agosto del 2002 con un nuevo logotipo, una nueva versión de la cortina musical, un nuevo formato donde desaparece el acostumbrado bloque Radar político para ser reemplazado por nuevos segmentos y la conducción de Santiago Pardo. Pese a ello, la audiencia no volvió a ser favorable. Aprovechando la renuncia del equipo periodístico de su programa competidor Reportajes de Panamericana Televisión, el 24 de noviembre de 2002 se emitió el último programa de Contrapunto. Fue sustituido en abril del siguiente año por Reporte semanal.

## Presentadores
- María Teresa Braschi Glave (1989-1995; 2000)
- Gonzalo Quijandría Fernández (1995-1997)
- Zenaida Solís Gutiérrez (Entrevistas y comentarios, 1997)
- Lilian Zapata (1997-1999)
- Raúl Paredes / Rubén García Tejada / Martha Sofía Salazar Buenahora (Conducción alternada, 1999-2000)
- Arturo Bayly Letts (2000)
- Iván García Mayer (2001)
- Luis Iberico Núñez (2001)
- Claudia Cisneros Méndez (2002)
- Jaime Chincha Ravines (2002)
- Santiago Pardo Barrena (2002)

## Directores
- Ricardo Müller Montani (1989-1994)
- Julián Cortez Sánchez (1994-1996)
- Luis Ibérico Núñez (1996-1997)
- Elmer Olórtegui Ramírez (1997-2000)
- Iván García Mayer (2001-2002)

## Reporteros que desfilaron por el programa
- Luis Iberico Núñez
- Josefina Townsend Diez-Canseco
- Anel Townsend Diez-Canseco
- Luis Olórtegui Ramírez
- Jorge Vallejos
- José Cieza Hermoza
- Mávila Huertas Centurión
- Teresa Córdova
- Alan Rivera Prieto
- Jessica Tapia Guiulfo
- Carla Arzubiaga García
- Rosana Cueva Mejía
- Marianella Muñoz
- Pamela Vértiz de la Flor
- Carlos Paredes Rojas
- Juan Subauste
- Bibiana Melzi
- Martín Calderón
- Carola Miranda
- Israel Poicón
- Graciela Villasís

## Logotipos
- 1989-1996: El logo consistía en el texto CONTRA en color azul, excepto las letras 'N' y 'T' que estaban de blanco, y debajo PUNTO también en azul, este logo solo aparecía en las cuñas. El DOG en la esquina inferior izquierda de la pantalla era el texto CONTRA y PUNTO en dos líneas tipografía Arial color blanco de bordes azules mirando en perspectiva hacia arriba, esto fue debido a la precariedad de los sistemas de animación.

- 1996-2000: En un rectángulo blanco a la izquierda estaba el texto contra en color azul y al costado derecho hay otro rectángulo azul con el texto punto en blanco, todo en tipografía Helvética Inserat. El logo alternativo es el mismo solo que el rectángulo con 'contra' esta encima del rectángulo con 'punto'.

- 2001-2002: El mismo logo que el anterior solo que los colores se invierten, el rectángulo izquierdo ahora es azul y el texto contra ahora es blanco, el rectángulo derecho es blanco y el texto punto es azul.

- 2002: El último logo del programa consistía de un menguante verde que formaba una 'C' y en las puntas estaba una esfera ámbar, que representaba el "punto". Debajo del isotipo estaba el texto contrapunto en tipografía Helvética Black en cursiva, 'contra' en verde y 'punto' (donde 'u' y 'n' estaban unidos) en ámbar.